# Rüdlingen
Rüdlingen je obec ve švýcarském kantonu Schaffhausen. Žije zde 750 obyvatel.

## Geografie

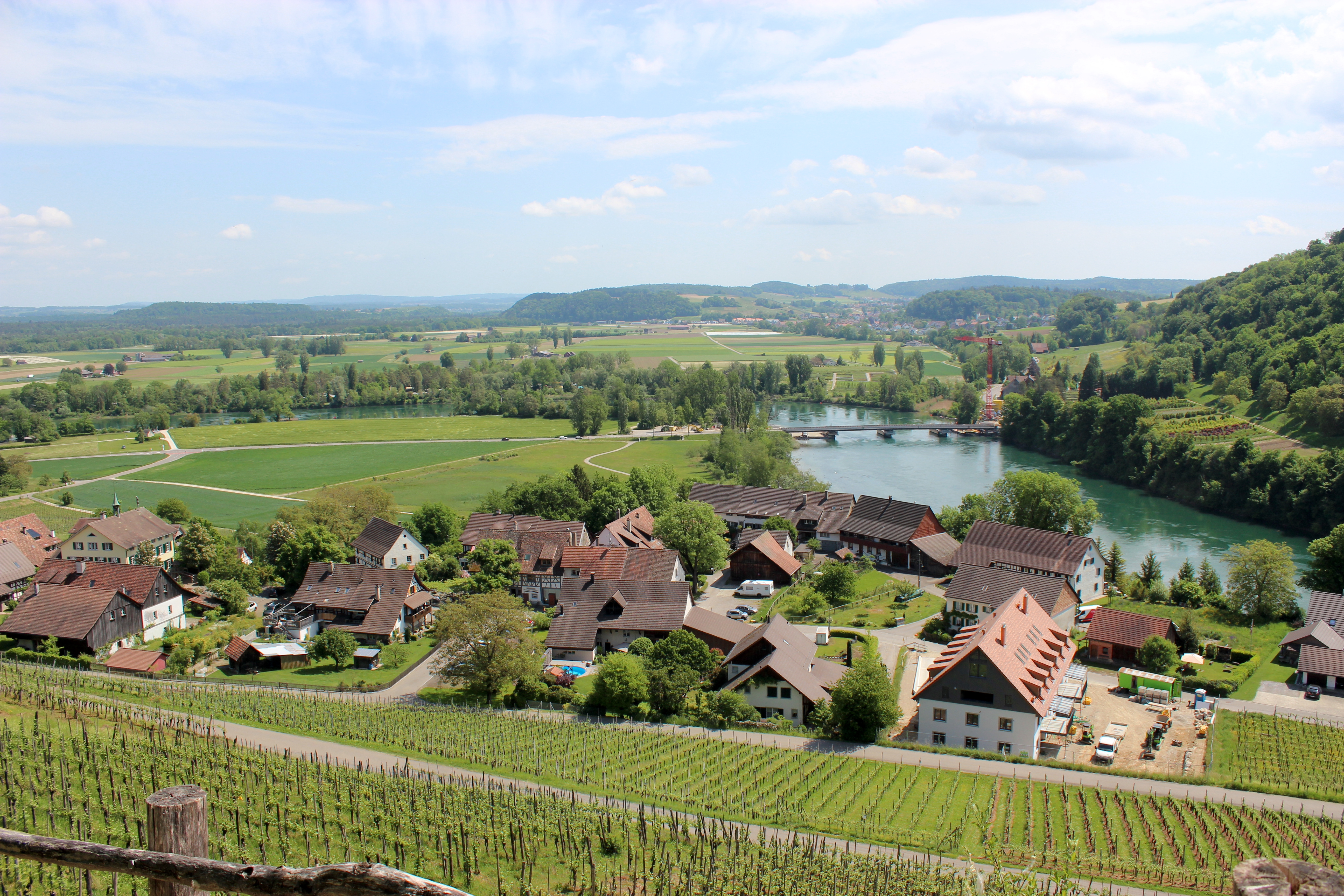
Panorama obce, v pozadí most přes Rýn

Spolu se sousední obcí Buchberg hraničí obec Rüdlingen s kantonem Curych a německým územím. Obě obce tvoří jižní část kantonu a jsou exklávou kantonu Schaffhausen, na severu probíhá hranice mezi Německem a Švýcarskem.

## Historie

Letecký pohled (1919)

Rüdlingen byl založen pravděpodobně v 5. století jako alamanská osada. První doložená zmínka o obci Rüdlingen pochází z roku 827. V roce 1123 daroval Leuthold von Weißenburg obce Rüdlingen a Buchberg klášteru Rheinau, který z Rüdlingenu po následujících zhruba 400 let dostával desátky. V roce 1520 získalo správu nad Rüdlingenem a Buchbergem město Schaffhausen, kterému se v letech 1656/1657 podařilo získat i vrchnostenskou jurisdikci. Až do počátku 19. století tvořily Rüdlingen a Buchberg společně jednu obec, z níž po rozdělení v roce 1839 vznikly dvě politické obce Rüdlingen a Buchberg. Ve 20. století se Rüdlingen vyvinul ze zemědělské obce v rezidenční obec s provozováním vinařství.

## Obyvatelstvo

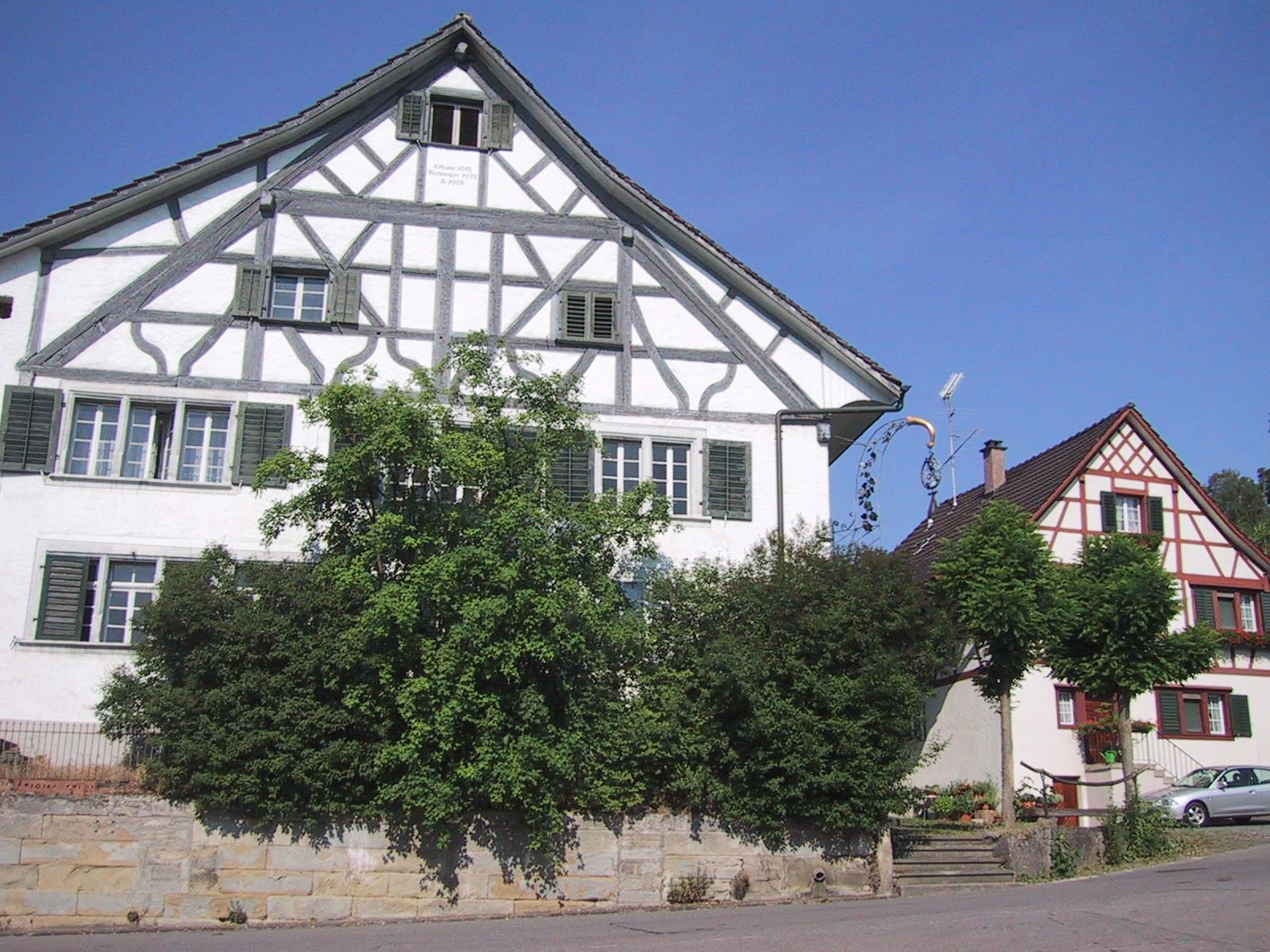
Tradiční architektura v obci

| Rok            | 1771 | 1836 | 1850 | 1900 | 1950 | 2000 |
| Počet obyvatel | 300  | 652  | 704  | 514  | 370  | 616  |

## Doprava
Obec leží mimo hlavní dopravní tahy a s okolními obcemi ji spojují pouze regionální silnice. Spoje veřejné dopravy zajišťují autobusy Postauto.